# Tom Clancy
Thomas Leo Clancy Jr. (Baltimore, Maryland, 1947. április 12. – Baltimore, 2013. október 1.) amerikai író, akit leginkább a hidegháború alatti és utáni időszakban történő kémkedési és katonai regényeiről ismernek. A sikeres Tom Clancy neve egy idő után márkanévvé vált és a könnyebb értékesíthetőség érdekében mások az ő neve alatt és engedélyével jelentettek meg több film forgatókönyvet, regénysorozatot illetve videójátékot. Idehaza a rendszerváltásig nem jelen(het)tek meg művei.

## Életrajza
Thomas Leo Clancy Jr. a marylandi Baltimore-ban született. 1965-ben végezte el a Loyola Blakefield középiskolát, ahonnan felvételt nyert a baltimore-i Loyola College angol irodalom szakára. Az 1969-es diplomázását követően be akart vonulni az amerikai hadseregbe, de rossz hallása miatt nem vették fel.
1993-ban Tom Clancy beszállt egy befektetői csoportba és megvásárolta a Baltimore Orioles baseball-csapatot. 1998-ban majdnem megvásárolta a Minnesota Vikings amerikaifutball-csapatot is, de első feleségétől akkoriban vált el, és a válóper miatt fel kellett adnia a csapatot.
1999. június 26-án az akkor 53 éves Clancy elvette második feleségét, a 32 éves Alexandra Marie Llewellyn szabadúszó újságírót.
2008-ban Tom Clancy nevének használatát ismeretlen összegért megvásárolta a Ubisoft, egy francia videójáték-készítő cég. A nevet videójátékokkal, filmekkel és könyvekkel kapcsolatban lehet felhasználni.

### Politikai nézetei
Clancy konzervatív, közép-jobb nézeteket vallott, több mint 256 000 dollárral támogatott republikánus jelölteket.
Egy héttel a 2001. szeptember 11-ei terrortámadás után az O'Reilly Factor televíziós beszélgető műsorban kifejtett véleménye szerint a támadásért részben a baloldali amerikai politikusok felelősek, amiért "kibelezték" a CIA-t. Clancy Anthony Zinni tábornok nézeteit támogatta, aki kritizálta a Bush-kormányt és Donald Rumsfeld védelmi minisztert.
Clancy könyveinek egy részét republikánus politikusoknak dedikálta, például Ronald Reagannek. Regényeiben az Amerika ellen forduló országok közé tartozik a volt Szovjetunió, Kína, India, Irán és Japán, míg a szövetségesek között szerepel Oroszország, Szaúd-Arábia, Pakisztán és az Egyesült Királyság.

## Regényei
A Vadászat a Vörös Októberre, a Férfias játékok, a Kokainháború (Kokain akció) és A rettegés arénája sikeres hollywoodi filmek alapjául szolgáltak, amelyekben Jack Ryan alakját Alec Baldwin, Ben Affleck és Harrison Ford játszották, John Clarkot pedig Willem Dafoe és Liev Schreiber személyesítették meg. Az első NetForce regényéből Scott Bakula és Joanna Going főszereplésével tévéfilm készült. Az első Op-Center regény a hasonló című NBC tévésorozattal egy időben jelent meg 1995-ben. Kettő kivétellel Jack Ryan vagy John Clark alakja az összes Tom Clancy regényben megjelenik.
A Bűntudat nélkül c. regényből 2021-re mozifilm készült.
A Tigris karmai megírásával Clancy új főszereplőket mutatott be: Jack Ryan fiát és két unokaöccsét.
A regények mellett Tom Clancy számos dokumentumkönyvet írt az amerikai haderőkről. Clancy emellett nevét adta számos regénysorozathoz, amelyet mások írtak a Clancy-regényekben található események alapján:
- Tom Clancy's Op-Center
- Tom Clancy's Power Plays
- Tom Clancy's Net Force
- Tom Clancy's Net Force Explorers
- Tom Clancy's Splinter Cell
- Tom Clancy's EndWar
- Tom Clancy's Ghost Recon
- Tom Clancy's HAWX
- Tom Clancy's Rainbow Six

1997-ben Tom Clancy 50 millió dolláros szerződést kötött a Penguin Putnam kiadóval két új regényre. Egy újabb 25 millió dolláros szerződés egy négyéves könyves/multimédiás üzletről szólt. A Berkley Books-szal egy 24 részes regénysorozatról kötött szerződést, amely kapcsolódott az American Broadcasting Company 1998-as Tom Clancy's Net Force sorozatához.

### Megjelenési sorrendben
Vadászat a Vörös Októberre (The Hunt for the Red October) (1984)Clancy első leközölt regényében Jack Ryan CIA-s elemző segít egy szovjet tengerészkapitánynak disszidálni a szovjet flotta legmodernebb tengeralattjárójával. A regény alapján készült 1990-es filmben Alec Baldwin játssza Ryan szerepét, Ramiusz kapitányt pedig Sean Connery.
Vörös vihar (Red Storm Rising) (1986)Háború tör ki a NATO és a Szovjetunió között. Ebben a regényben nem szerepel Jack Ryan, bár a főhős számos szempontból hasonlít rá. A regény társszerzője Larry Bond volt.
Férfias játékok (Patriot Games) (1987)Clancy első regénye, időrendben is megelőzi a Vadászat a Vörös Októberret. Jack Ryan Londonban megakadályozza, hogy az "ulsteri felszabadítási hadsereg" megtámadja a brit királyi család tagjait. Ezután a szakadár ír terroristák Ryan marylandi házára támadnak, ahol Ryan vendégül látja a brit királyi család azon tagjait, akik ellen a korábbi merényletet tervezték. A regény alapján készült filmben Ryan alakját Harrison Ford játssza.
A Kardinális (The Cardinal of Kremlin) (1988)Először jelenik meg John Clark és Szergej Golovko. Ryan vezet egy CIA bevetést, amelynek célja a KGB vezér külföldre menekülésének kikényszerítése. A regényben szerephez jutnak még az SDI csillagháborús fegyverei és a Szovjetunió afganisztáni háborúja.
A kokain akció (Clear and Present Danger) (1989)Az amerikai elnök engedélyezi a CIA számára, hogy titkos bevetéseket hajtson végre a kolumbiai kokainmaffia ellen. A bevetést elárulják. Ryan találkozik John Clarkkal és együtt mennek vissza a hátrahagyott katonákért, többek között Domingo "Ding" Chavezért, Clark későbbi védencéért. A regény alapján 1994-ben készült film főszereplői: Harrison Ford Ryan szerepében, Willem Dafoe Clarkéban és Raymond Cruz Chavezként.
A rettegés arénája (The Sum of All Fears) (1991)Arabok rátalálnak egy Izrael által elvesztett atomfegyverre eladják egy dél-afrikai neonáci csoportnak akik azt felrobbantják az USA területén. A neonácik lefizetnek egy orosz tábornokot is, aki megtámad egy Amerikai anyahajót. Ez az USA és a Oroszország közötti háborúhoz vezet, ami kis híján atomháborúhoz vezet. Ryan közbelépésének köszönhetően az atomháború elmarad. A regény alapján készült 2002-es filmben Ryan szerepét Ben Affleck játssza, Clarkot Liev Schrieber és a terroristákból neonácik lettek.
Bűntudat nélkül (Without Remorse) (1993)Időrendi sorrendben ez az első regény. A cselekmény a vietnámi háború alatt zajlik, amikor Jack Ryan még csak tizenéves fiatal. John Clark volt Navy SEAL kommandós egyszemélyes háborút vív a baltimore-i kábítószer-dílerek ellen, amellyel felhívja magára Jack apja, Emmett Ryan rendőrnyomozó figyelmét. Clark segít egy észak-vietnámi hadifogolytábor elleni rajtaütés megszervezésében és végrehajtásában, végül belép a CIA-ba.
Elnöki játszma (Debt of Honor) (1994)Szélsőséges nacionalisták kerülnek Japán élére, akik atomfegyverekkel is felszerelkeztek, majd háborút indítanak Amerika ellen. Ryan ekkor már az amerikai elnök nemzetbiztonsági tanácsadója. Clark és Chavez segítségével megnyerik a háborút. Az alelnök egy botrány miatt lemond, és az elnök átmeneti jelleggel felkéri Ryant a pozíció betöltésére. Kinevezését követően az elnököt megöli egy bosszúszomjas japán, így Ryan lesz az elnök.
Az utolsó parancs (Executive Orders) (1996)A cselekmény folytatja az Elnöki játszma eseményeit. Ryan elnök túlél egy gyilkossági kísérletet és egy Amerika elleni biológiai támadást. Clark és Chavez a vírust egy iráni őrülthöz vezeti vissza, majd lendületbe jön az amerikai hadsereg.
SSN (1996)A regény USS Cheyenne atom-tengeralattjárót követi egy jövőbeli kínai háborúban. Ebben a regényben sem szerepel Ryan – a regény cselekménye nagy vonalakban követi a hasonló című videójáték eseményeit.
Szivárvány kommandó (Rainbow Six) (1998)A regény egy időben jelenik meg a Rainbow Six videójátékkal. John Clark és Ding Chavez vezetésével megalakul egy nemzetközi antiterrorista egység, amely ökoterroristák ellen küzd. Jack Ryan az amerikai elnök, és csak említés szinten szerepel a regényben.
A medve és a sárkány (The Bear and the Dragon) (2000)Háború tör ki Oroszország és Kína között. Ryan elismeri Tajvan függetlenségét, az amerikai haderők pedig segítenek az oroszoknak Szibéria kínai inváziójának visszaverésében.
A gonosz birodalma (Red Rabbit) (2002)Az 1980-as évek elején, részben Budapesten is játszódó regényben a fiatal CIA elemzőtiszt Jack Ryan segít egy orosz tiszt disszidálásában, aki tud egy II. János Pál pápa elleni merénylet tervéről.
A tigris karmai (The Teeth of the Tiger) (2003)Jack Ryan fia, ifjabb Jack Ryan hírszerzési elemző lesz egy titkos hírszerzési ügynökségnél. Ez a regény a Jack Ryan-sorozat legutolsó tagja, és bemutatja ifjabb Jack Ryant valamint két unokatestvérét, akik átveszik a család kémkedési hagyományait.
Élve vagy halva (Dead or alive) (2011)Ifjabb Jack Ryan ügynök és társai a Kampusz tagjaiként titkos háborút indítottak a világ minden sarkában. Legfőbb célpontjuk az Emírként ismert szadista gyilkos, aki minden eddiginél borzalmasabb merényletre készül: egyetlen monumentális csapással elpusztítani Amerika szívét. Kétségbeesett hajsza veszi kezdetét, hogy elkapják az őrültet… élve vagy halva.

### Sorozatok kronológiája szerint

#### Nem részei egy sorozatnak sem
- Vörös vihar (1986)
- SSN (1996)

#### Jack Ryan és John Clark világa
- Bűntudat nélkül (1993) (John Clark és Jack apja, Emmett Ryan)
- Férfias játékok (1987)
- A gonosz birodalma (2002)
- Vadászat a Vörös Októberre (1984)
- A Kardinális (1988)
- Kokainháború / A kokain akció (1989)
- A rettegés arénája (1991)
- Elnöki játszma (1994)
- Az utolsó parancs (1996)
- Szivárvány kommandó (1998) (John Clark, utalás Jack Ryanre)
- A medve és a sárkány (2000)
- A tigris karmai (2003) (ifj. Jack Ryan)
- Élve vagy halva (2011) (ifj. Jack Ryan)
- "Célkeresztben" (2013) (ifj. Jack Ryan)

#### Az Op-Center világa
- Op-Center (1995), írta Jeff Rovin
- Op-Center: Mirror Image (1996), írta Jeff Rovin
- Games of State (1996), írta Jeff Rovin
- Acts of War (1997), írta Jeff Rovin
- Balance of Powers

#### A Net Force világa
- Tom Clancy's Net Force (1998), írta Steve Perry
- Hidden Agendas (1999), írta Steve Perry
- Night Moves (1999), írta Steve Perry
- Breaking Point (1999), írta Steve Perry
- Point of Impact (2001), írta Steve Perry
- CyberNation (2001), írta Steve Perry
- State of War (2003), írta Steve Perry és Larry Segriff
- Changing of the Guard (2003), írta Steve Perry és Larry Segriff
- Springboard (2004), írta Steve Perry és Larry Segriff
- The Archimedes Effect (2006), írta Steve Perry és Larry Segriff

#### A NetForce Explorers világa
- Virtual Vandals
- The Deadliest Game
- One is the Loneliest Number
- The Ultimate Escape
- End Game
- Cyberspy
- The Great Race
- Shadow of Honor
- Private Lives
- Safe House
- The Clone Wars
- Shadow Watch, írta Jerome Preisler
- Shadow Watch – videójáték a Red Storm Entertainmenttől
- Bio-Strike, írta Jerome Preisler
- Cold War, írta Jerome Preisler
- Cutting Edge, írta Jerome Preisler
- Zero Hour, írta Jerome Preisler
- Wild Card, írta Jerome Preisler

#### A Ghost Recon világa
- Tom Clancy's Ghost Recon, David Michaels álnéven írta Grant Blackwood

### Dokumentumkönyvek
Guided Tour sorozat
- Submarine: A Guided Tour Inside a Nuclear Warship (1993) (tengeralattjárók bemutatása)
- Armored Cav: A Guided Tour of an Armored Cavalry Regiment (1994) (tankhadosztály bemutatása)
- Fighter Wing: A Guided Tour of an Air Force Combat Wing (1995) (vadászgép-ezred bemutatása)
- Marine: A Guided Tour of a Marine Expeditionary Unit (1996) (tengerészgyalogos egység bemutatása)
- Airborne: A Guided Tour of an Airborne Task Force (1997) (ejtőernyős egység bemutatása)
- Carrier: A Guided Tour of an Aircraft Carrier (1999) (repülőgép-hordozó bemutatása)
- Special Forces: A Guided Tour of U.S. Army Special Forces (2001) (kommandós egység bemutatása)

Study in Command sorozat
- Into the Storm – On the Ground in Iraq – társszerző: Fred Franks (1997)
- Every Man a Tiger – the Gulf War Air Campaign – társszerző: Chuck Horner (1999)
- Shadow Warriors – Inside the Special Forces – társszerző: Carl Stiner (2002)
- Battle Ready – társszerző: Anthony Zinni (2004)

Egyebek
- The Tom Clancy Companion – szerkesztette Martin H. Greenberg. Válogatás Clancy írásaiból, valamint a regényeiben található személyek és katonai felszerelés bemutatása.

## Magyarul
- Vadászat a Vörös Októberre; ford. Barkóczi András; Európa–Dunafilm, Bp., 1990
- Kokainháború; ford. Bárkányi István; Victoria, Bp., 1991
- Férfias játékok; ford. Vizi Katya; Primer, Bp., 1992
- A Kardinális; ford. Molnár Éva; Textura, Bp., 1992
- A kokain akció. Kokainháború; ford. Bárkányi István; Victoria, Pécs, 1994
- Tom Clancy–Steve Pieczenik: A központ. Regény; ford. Vajda Gábor; Totem, Bp., 1995
- Vörös vihar, 1-2.; ford. Kőrös László; Totem, Bp., 1995
- Tom Clancy–Steve Pieczenik: Tükörkép. A Központ hasonmása; ford. Vajda Gábor; Totem, Bp., 1997
- Elnöki játszma; ford. Loósz Vera; Aquila, Debrecen, 1998
- Tom Clancy–Steve Pieczenik: Hadiállapot, 1-2.; ford. Süle Gábor; Totem, Bp., 1998
- Tom Clancy–Steve Pieczenik: Központ: harcban a felforgatók ellen; ford. Vajda Gábor; Totem, Bp., 1998
- Erőleves a léleknek. 5. porció. További 101 erőt adó és lélekemelő történet. Tom Clancy és még sok más szerző írásaival; vál. Jack Canfield, Mark Victor Hansen; ford. Meskó Krisztina; Bagolyvár, Bp., 1999
- Szivárvány-kommandó; ford. Tótisz András; Aquila, Debrecen, 1999
- Tom Clancy–Steve Pieczenik: Erőegyensúly; ford. Nitkovszki Sztaniszlav; Aquila, Debrecen, 1999
- Utolsó parancs; ford. Kőrös László; Aquila, Debrecen, 2000
- Szivárvány kommandó; ford. Galli Péter; Reader's Digest, Bp., 2001
- A rettegés arénája; ford. Nitkovszki Stanislaw; Aquila, Debrecen, 2003
- A gonosz birodalma; ford. Nitkovszki Stanislaw; Aquila, Debrecen, 2004
- A sejt; ford. Nitkovszki Stanislaw; Aquila, Debrecen, 2005
- A tigris karmai; ford. Nitkovszki Stanislaw; Aquila, Debrecen, 2006
- A medve és a sárkány; ford. Nitkovszki Stanislaw; Pro-Book, Nyíregyháza, 2008
- David Michaels: Barrakuda művelet; Tom Clancy Splinter cell videójátéka alapján; ford. Nitkovszki Stanislaw; Partvonal, Bp., 2009
- David Michaels: Sakk-matt; Tom Clancy Splinter cell videójátéka alapján; ford. Nitkovszki Stanislaw; Partvonal, Bp., 2010
- Tom Clancy–Grant Blackwood: Élve vagy halva; ford. Gazdag Diana; Ulpius-ház, Bp., 2011
- Tom Clancy–Peter Telep: Egy mindenki ellen; Tom Clancy Splinter cell videójátéka alapján; ford. Kállai Tibor, Dudás Éva, Balázs Laura; Partvonal, Bp., 2012
- Tom Clancy–Mark Greaney: Célkeresztben; ford. Holbok Zoltán; Partvonal, Bp., 2013
- Bűntudat nélkül; ford. Holbok Zoltán, Vajda Tünde; Partvonal, Bp., 2014
- Tom Clancy–Mark Greaney: Veszélyzóna; ford. Holbok Zoltán; Partvonal, Bp., 2015
- Tom Clancy–Mark Greaney: Krízis; ford. Holbok Zoltán; Partvonal, Bp., 2016
- Tom Clancy–Mark Greaney: Köztünk az áruló; ford. Etédi Péter; Partvonal, Bp., 2017
- Harckészültség. SSN; ford. Kuti Zoltán; Fornebu Books, Bp., 2020
- Tom Clancy–Marc Cameron: A becsület törvénye; ford. Etédi Péter; Partvonal, Bp., 2021
- Tom Clancy–Don Bentley: Küldetés újratöltve; ford. Etédi Péter; Partvonal, Bp., 2022

## Videójátékok
1996-ban Clancy közreműködésével megalakult a Red Storm Entertainment videójáték készítő vállalkozás, amely a Vörös viharról kapta a nevét. A céget később megvette a Ubisoft, amely tovább használja a Clancy nevet (vagy márkanevet).
- Red Storm Rising: Egy tengeralattjáró-szimulátor, amely nagy vonalakban követi a Vörös vihar menetét. 1988-ban készítette a MicroProse IBM PC, Commodore 64 és Amiga számítógépekre.
- Tom Clancy's SSN: Az azonos című regény alapjául szolgáló játék.
- Shadow Watch: Körökre osztott stratégiai játék a Power Play regény alapján.
- Rainbow Six sorozat: a Szivárvány kommandó alapján készült csapatalapú FPS. Nagyrészt zárt, szűk városi környezetben zajlik.
  - Tom Clancy's Rainbow Six (1998)
  - Tom Clancy's Rainbow Six: Eagle Watch (1999)
  - Tom Clancy's Rainbow Six: Rogue Spear (1999)
  - Tom Clancy's Rainbow Six: Rogue Spear: Urban Operations (2000)
  - Tom Clancy's Rainbow Six: Covert Operations Essentials (2000)
  - Tom Clancy's Rainbow Six: Rogue Spear: Black Thorn (2001)
  - Tom Clancy's Rainbow Six: Take-Down – Missions in Korea (2001)
  - Tom Clancy's Rainbow Six: Lone Wolf (2002)
  - Tom Clancy's Rainbow Six 3 (2003)
  - Tom Clancy's Rainbow Six 3: Raven Shield (2003)
  - Tom Clancy's Rainbow Six: Broken Wing (2003)
  - Tom Clancy's Rainbow Six: Urban Crisis (2003)
  - Tom Clancy's Rainbow Six 3: Black Arrow (2004)
  - Tom Clancy's Rainbow Six 3: Athena Sword (2004)
  - Tom Clancy's Rainbow Six 3: Iron Wrath (2005)
  - Tom Clancy's Rainbow Six: Lockdown (2005)
  - Tom Clancy's Rainbow Six: Critical Hour (2006)
  - Tom Clancy's Rainbow Six: Vegas (2006)
  - Tom Clancy's Rainbow Six: Vegas 2 (2008)
  - Tom Clancy's Rainbow Six: Siege (2015)
- Ghost Recon sorozat: Csapatalapú FPS. A Rainbox Six sorozattal szemben a Ghost Recon játékok általában nagyobb, kültéri helyszíneken játszódnak.
  - Tom Clancy's Ghost Recon (2001)
  - Tom Clancy's Ghost Recon: Desert Siege (2003)
  - Tom Clancy's Ghost Recon: Island Thunder (2003)
  - Tom Clancy's Ghost Recon: Jungle Storm (2004)
  - Tom Clancy's Ghost Recon 2 (2004)
  - Tom Clancy's Ghost Recon 2: Summit Strike (2005)
  - Tom Clancy's Ghost Recon: Advanced Warfighter (2006)
  - Tom Clancy's Ghost Recon Advanced Warfighter 2 (2007)
  - Tom Clancy's Ghost Recon Future Soldier (2012)
  - Tom Clancy's Ghost Recon Wildlands (2017)
  - Tom Clancy's Ghost Recon Breakpoint (2019)
- Splinter Cell sorozat: Harmadik személyben játszható lopakodó játékok. A játéksorozaból David Michaels álnéven több író írt regénysorozatot.
  - Tom Clancy's Splinter Cell (2002)
  - Tom Clancy's Splinter Cell: Pandora Tomorrow (2004)
  - Tom Clancy's Splinter Cell: Chaos Theory (2005)
  - Tom Clancy's Splinter Cell: Essentials (2006)
  - Tom Clancy's Splinter Cell: Double Agent (2006)
  - Tom Clancy's Splinter Cell: Conviction (2010)
  - Tom Clancy's Splinter Cell: Blacklist (2013)
- End War sorozat : harmadik világháborús sorozat 2020-ban.
  - Tom Clancy's EndWar (2008)
- Tom Clancy's H.A.W.X. (2009)
- Tom Clancy's H.A.W.X. 2 (2010)
- Tom Clancy's The Division (2016)
- Tom Clancy's The Division 2 (2019)

## Társasjátékok
- The Hunt for Red October (1988). A TSR kiadásában készült társasjáték a Vadászat a Vörös Októberre alapján készült, és a NATO, valamint a Varsói Szerződés modern haditengerészeti csatáit mutatta be.
- Red Storm Rising (1989). A Vörös vihar alapján készült játék a NATO és a Varsói Szerződés szárazföldi csatáit mutatta be. A szabályok lehetőséget adnak a Hunt for Red October játékkal való összekapcsolásra.
- Tom Clancy's Politika

## Eredmények és kitüntetések
- Tom Clancy egyike annak a két írónak, aki az 1990-es években kétmillió példány feletti első kiadású könyvvel büszkélkedhet (a másik John Grisham). Az 1989-es Kokainháború 1 625 544 példányban kelt el, amivel az 1980-as évek első számú bestsellere lett.[7]